# زيلوتون
زيلوتون (بالإنجليزية: Zileuton)‏ هو دواء يُستعمل في علاج الربو حسب إدارة الغذاء والدواء الأمريكية.

## دوره
يلعب هذا الدواء دورًا كـ:
- مثبط الليبوأكسيجيناز [الإنجليزية]‏[6]
- مضادات التهاب لاستيرويدية[6]
- مناهضات اللوكوترين[6]